# Celine Van Ouytsel
Celine Van Ouytsel, belgijska manekenka, * 10. oktober 1996, Herentals, Belgija
Rodila se je leta 1996 v Herentalu blizu Antwerpna. Leta 2015 je končala študij prava in istega leta pričela s tekmovalno kariero. Istega leta je postala spremljevalka Miss Antwerpna. Leta 2020 je na tem tekmovanju zmagala, zato se je uvrstila na tekmovanje Miss Belgije, kjer je januarja 2020 osvojila 1. mesto.